# Moralische Lizenzierung
Moralische Lizenzierung (auch Freifahrtschein; engl. self-licensing, moral self-licensing, moral licensing) beschreibt das psychologische Phänomen, wenn Menschen ohne Schuldgefühle eine schlechte Tat vollbringen können, wenn sie zuvor eine gute Tat getan haben. Das Phänomen kann in einen moralischen Freibrief münden.

## Moralische Lizenzierung in der Verhaltensökonomik
In einer kanadischen Studie wurde das Verhalten von Menschen untersucht, die entweder in einem Ökoshop (Gruppe 1) oder in einem konventionellen Geschäft (Gruppe 2) einkaufen. Dabei zeigt sich, dass Menschen aus Gruppe 1 eher geneigt waren im Vertrauensspiel das Vertrauen einer anderen Person zu missbrauchen. In einem anderen Spiel zeigte sich, dass Menschen aus der Gruppe 1 eher bereit waren zu lügen und zu betrügen als Menschen aus Gruppe 2.
Einsparungen durch effizientere Technologien können über moralische Lizenzierung zu zusätzlichem Konsum führen (Mentaler Rebound-Effekt). Eine japanische Studie ergab, dass Autofahrer, die sich nach eigener Wahrnehmung ein ökologisches Auto zugelegt haben, im ersten Jahr nach dessen Kauf gut 1,6 mal mehr Kilometer gefahren sind als mit ihrem vorherigen unökologischen Auto. Ein Teil der möglichen Einsparungen wird somit durch einen höheren Verbrauch kompensiert. Ebenso können Haushalte Energiesparlampen länger brennen lassen als konventionelle Glühbirnen und dennoch glauben, etwas für die Umwelt zu leisten.

## Moralische Lizenzierung und Nahrungsergänzungsmittel
In der Studie der Sun-Yat-sen-Universität von 2011 wurde einer Gruppe gesagt, sie würde Nahrungsergänzungsmittel erhalten (Gruppe 1), einer anderen Gruppe (Gruppe 2) wurde gesagt, dass sie Placebos erhalten. Es zeigte sich, dass die Menschen aus Gruppe 1 sich weniger bewegten und ungesünderes Essen wählten als die Menschen aus Gruppe 2. Nach Ansicht der Wissenschaftler befördert die Einnahme an sich gesunder Nahrungsergänzungsmittel die Vorstellung, unverwundbar zu sein, was dazu führen kann, dass sich die Menschen zu ungesunden Verhaltensweisen ermächtigt fühlen.